# Bitka pri Strasbourgu
Bitka pri Strasbourgu, znana tudi kot Bitka pri Argentoratumu, se je odvijala leta 357 med zahodnorimsko vojsko pod vodstvom cesarja Julijana in plemensko konfederacijo Alemanov, ki jo je vodil skupni vrhovni kralj Chnodomar. Bitka se je zgodila blizu Strasbourga, v poročilu Ammiana Marcellina imenovana Argentoratum, v antičnem zemljevidu Tabula Peutingeriana pa »Argentorate«.
Čeprav je bila rimska vojska morda v manjšini, je po težkem boju z Alemani dosegla odločilno zmago. Z zanemarljivimi lastnimi žrtvami so Rimljani Alemane pregnali čez reko in jim povzročili velike izgube. Rimska sila comitatenses, cesarska spremljevalna vojska Julijana, je bila majhna, a zelo kakovostna. Bitko je dobila spretnost rimske pehote, medtem ko se je rimska konjenica sprva slabo odrezala.
Bitka je bila vrhunec Julijanovih pohodov v letih 355–57, s katerimi je iz Galije izgnal barbarske roparje in obnovil rimsko obrambno linijo utrdb vzdolž Rena, ki je bila v veliki meri uničena med rimsko državljansko vojno 350–351 n. št.. V letih po zmagi pri Strasbourgu je Julijan lahko popravil in nastanil renske utrdbe ter germanskim plemenom onkraj meje uvedel status tributarijev (davkoplačevalcev).

## Alemani
V 3. stoletju so se majhna in razdrobljena plemena Germania Libera (svobodna Germanija, tj. Germanija zunaj cesarstva) očitno združila v velike, ohlapne konfederacije: Franke (severozahodna Nemčija), Alemane (jugozahodna Nemčija) in Burgunde (osrednja Nemčija). Čeprav so jih razdvajali notranji spori, so te konfederacije lahko mobilizirale velike sile in so morda predstavljale večjo grožnjo cesarstvu, kot se je prej mislilo.
Alemani, ki so bili prvotno iz doline reke Majne v osrednji Nemčiji, so kolonizirali Agri decumates (približno sodobna zvezna država Baden-Württemberg v jugozahodni Nemčiji), ko so Rimljani sredi 3. stoletja regijo izpraznili, potem ko je več kot 150 let pripadala rimski provinci Gornja Germanija. Alemani so ustanovili vrsto majhnih pagov (»kantonov«), večinoma razporejenih vzdolž vzhodnega brega Rena (čeprav jih je bilo nekaj tudi v zaledju). Natančno število in obseg teh pagov nista jasna in sta se verjetno sčasoma spreminjala. Pagi, običajno pari pagov skupaj, so tvorili kraljestva (»regna«), ki so bila po splošnem prepričanju trajna in dedna.
Skupno germansko prebivalstvo Alemanije je bilo v tem času ocenjeno na pičlih 120.000–150.000 ljudi. To se primerja s približno 10 milijoni prebivalcev rimske Galije. Alemanska družba je bila nasilna bojevniška družba, ki je temeljila na sprtih klanih, odlično gojišče dobrih bojevnikov.
V času bitke pri Strasbourgu je bila alemanska konfederacija očitno pod vodstvomdveh vrhovnih kraljev, Hnodomarja in Vestralpa. Hnodomar je bil gonilna sila. Mož izjemne postave, moči in energije so ga Rimljani poimenovali »Gigas« (»Velikan«). Bil je mogočen prizor v svoji »bleščeči« čeladi (verjetno z zlatimi lističi) in polnem paradnem oklepu. Amijan ga opisuje kot "zlobnega načrtovalca" invazije na Galijo. Pod vrhovnim kraljem je bilo še 7 drugih kraljev (reges), vključno z Vestralpom, Urijem, Ursicinom, Suomarjem in Hortarjem. Možno je, da so bili manjši kralji (reguli), ki jih omenja Amijan, vladarji pagov. Pod kraljevim razredom so bili plemiči (Rimljani so jih imenovali optimati) in bojevniki (armati). Bojevniki so bili sestavljeni iz profesionalnih vojaških skupin in nabornikov svobodnih mož. Vsak plemič je lahko poklical povprečno približno 50 bojevnikov.

## Ozadje: Barbarska invazija na Galijo
Januarja 350 sta rimskemu cesarstvu skupaj vladala dva sinova Konstantina I. Velikega, Avgusta (socesarja) Konstans, ki je vladal na Zahodu in Konstancij II. na Vzhodu (tretjega brata, Konstantina II., so leta 340 odstavili in umorili Konstansovi agenti).
Toda v tem mesecu je Konstansa strmoglavil in ubil uzurpator Magnencij, laeti ( iz Galije, ki je bil poveljnik elitne enote v Konstansovem cesarskem spremstvu (comitatenses). Na vzhodu se je Konstancij proti šahu Šapurjem II. (337–350) bojeval v dolgotrajni vojni proti Perzijcem. Vendar je takoj sklenil premirje, da bi se spopadel z Magnencijem. Svoj lasten »comitatenses« je vodil v diecezo Ilirik, kjer je prevzel tudi poveljstvo nad lokalnim »comitatenses«, s čimer je svojo skupno udarno silo povečal na približno 60.000 mož. Magnencij je zbral vojsko, ki jo je sestavljal galski »comitatenses« (okoli 25.000 mož) in verjetno nekaj frankovskih in saških »foederati« (zaveznikov) in vkorakal v Ilirik, da bi se soočil s Konstancijem. (Za razlago izraza »comitatus« glej comitatenses).
Franki in Alemani na renski meji so zdaj izkoristili priložnost, ki jo je ponudila odsotnost najboljših rimskih sil v državljanski vojni, da bi zavzeli velik del vzhodne Galije in Retije. Libanij trdi, da so jih k temu spodbudila Konstancijeva pisma, da bi ustvarili diverzijo v Magnencijevem zaledju. Barbari so zavzeli številne rimske utrdbe ob Renu, porušili njihove utrdbe in ustanovili stalne tabore na zahodnem bregu reke, ki so jih uporabljali kot oporišča za plenjenje Galije v štirih letih državljanske vojne (350–3). Poročali so, da je bilo iz Galije ugrabljenih več kot 20.000 rimskih civilistov in prisiljenih delati na poljih Alemanov. To bi posledično okrepilo Alemane pri plenjenju v Galiji, saj bi mnoge osvobodilo cikla žetve.
Medtem je bilo v državljanski vojni izbrisanih ogromno število najboljših rimskih vojakov, vključno z večino galskih comitatenses in morda polovico združenih vzhodnih/ilirskih sil. V bitki pri Mursi v Panoniji (351), eni najbolj krvavih v rimski zgodovini, je Magnencij izgubil približno 24.000 mož (morda dve tretjini svoje vojske). Konstancijeva vojska je, čeprav zmagovita, utrpela še večje žrtve (približno 30.000). Zadnji spopad v bitki pri Mons Seleucusu v Alpah je prinesel nadaljnje velike žrtve. Tako ogromnih izgub prvovrstnih vojakov ni bilo mogoče hitro ali enostavno nadomestiti. Konstancij, ki je bil zdaj nastanjen v Milanu, je imel spremljevalno vojsko s približno 30.000 možmi, Ilirik in Vzhod pa sta bila oropana svojih comitatenses. Z obnovljenimi perzijskimi napadi je bil Vzhod glavna prednostna naloga za okrepitve, Ilirik pa druga. V danih okoliščinah je Konstancij lahko za galski comitatenses namenil le približno 13.000 mož, kar je približno polovico njegove prejšnje moči. Za njegovega poveljnika (magister equitum) je bil imenovan general Silvan, rojen Frankih.
Konstanciju je s svojim lastnim »comitatenses« uspelo pregnati Alemane iz Retije (354) in z zavezniško pogodbo zavezati kralja južne Alemanije Vadomarija]] in Gundomada. Medtem je Silvan dosegel precejšen napredek pri ponovni vzpostavitvi razmer v Galiji. Toda naslednje leto (355) so Silvana zaradi lažnih obtožb na cesarskem dvoru prisilili, da se je v »Colonia Claudia Ara Agrippinensium« (Köln) razglasil za cesarja in svoje može povedel v upor proti Konstanciju. Konstancij se je odzval tako, da je v Köln poslal letečo enoto »protectores domestici« (cesarskih štabnih častnikov), vključno s prihodnjim zgodovinarjem Amijanusom, pod poveljstvom Ursicinija. Ti so kmalu načrtovali umor Silvana in preprečili širši upor. Toda pretreseni cesar se je odločil, da potrebuje člana svoje cesarske dinastije (dinastije Konstantina, Rimljanom znane kot »Flavijci«, po imenu Konstantina Velikega), ki bi delil breme upravljanja cesarstva. To je bila težka odločitev za paranoičnega vladarja, ki je na vse svoje sorodnike gledal z velikim nezaupanjem in je že usmrtil 2 svoja strica in 7 bratrancev, vključno z Julijanovim polbratom Konstancijem Galom. Svojega bratranca Julijana je imenoval za »cezarja« (namestnika cesarja) za »Tri Galije« (dioceze Galije, Španije in Britanije) in mu dal poveljstvo nad silami v Galiji. Imenovanje, čeprav so ga vojaki v Milanu sprejeli z navdušenjem, je bilo na splošno ocenjeno kot neprimerno, saj Julijan, ki je bil star komaj 23 let, ni imel vojaških izkušenj in je do takrat študiral filozofijo v Atenah. Toda Konstancijeve lastne družinske čistke mu niso pustile veliko izbire: Julijan je bil njegov edini preživeli odrasli moški bližnji sorodnik.
Naloga, s katero se je Julijan soočil ob prevzemu poveljstva je bila zastrašujoča. Državljanska vojna je Galijo pustila v kaotičnem stanju. Obrambna linija Rena se je večinoma sesula. Po Amijanovih besedah so bili Mogontiacum (Mainz), Borbetomagus (Worms), Nemetae Vangionum (Speyer), Tabernae (Saverne), Saliso (Seltz) in Argentorate (Strasbourg) vsi v germanskih rokah. Razen večjega utrjenega mesta »Colonia Agrippina« (Köln) so v rimskih rokah ostale le tri trdnjave na Renu: en sam stolp blizu Kölna in dve utrdbi, v »Rigodunumu« (Remagen) in »Confluentes« (Koblenz). Velike barbarske tolpe so se po mili volji potikale in plenile severovzhodno Galijo, segale so vse do reke Sene. Sovražnikove roparske tolpe so bile tako številne in tako velike, da je Silvan veljal za pogumnega moža, ker je zaradi nevarnosti zasede vodil veliko silo (8.000 mož) po gozdnati cesti v osrčju Galije. Poleg tega so bile rimske »limitanei« (obmejne obrambne sile) vzdolž Rena zdesetkane zaradi padca večine njihovih utrdb v roke Germanov, medtem ko so se tiste enote, ki so preživele nedotaknjene, večinoma umaknile z meje, da bi namestile garnizije v galskih mestih. Ciniki na Konstancijevem dvoru v Milanu so šepetali, da je Julijan dobil nemogočo nalogo, da se Konstancij znebi morebitnega tekmeca za prestol. Vendar pa je vse presenetil, saj se je izkazal za učinkovitega vojaškega vodjo.

## Začetek
Konstancij je Julijanu kot osebno konjeniško spremstvo priskrbel 200 scholares, polk katafraktarijev (težko oklepne konjenice) in nekaj konjeniških lokostrelcev (skupaj 360 mož). Na poti iz Milana v Galijo je v Tavrinih (Torino) prejel nesrečno novico, da je Köln, najpomembnejše rimsko mesto in vojaška trdnjava ob Renu, padel v roke Frankov. Zimo 355/356 je s svojimi spremljevalnimi četami preživel v (Vienni), nedaleč južno od Lugdunuma (Lyon). V kampanjski sezoni leta 356 je bila Julijanova prva naloga, da se poveže z glavnim galskim »comitatenses«, ki je prezimil v Remiju (Reims) pod poveljstvom »magister equitum«, Ursicinusovega nedavno imenovanega naslednika Marcela. To je vključevalo dolg pohod skozi deželo, polno alemanskih roparskih tolp, od katerih so bile mnoge tako velike ali še večje od Julijanove lastne spremljevalne sile in strokovnjaki za zasede. Na poti je Julijan presenetil in pregnal veliko barbarsko silo, ki je obkolila Augustodunum (Autun) in premagal roparsko tolpo v divjini Morvana.
V Reimsu je Julijan pokazal svojo značilno drznost, ko se je po posvetovanju s svojimi višjimi poveljniki odločil, da se bo z alemanskim problemom spopadel pri viru, tako da bo odkorakal naravnost v Alzacijo in ponovno vzpostavil rimski nadzor nad regijo. Na poti pa je njegovo vojsko pri Decem Pagi (današnji Dieuze) napadla velika germanska skupina, ki je zaskočila dve legiji zaščitnice, ki sta v gosti megli izgubili stik s preostalim delom kolone. Rešili so jih polki auxilia palatina, ki so slišali hrup. Julijanova vojska se je odpravila proti Brocomagusu (Brumath) v Alzaciji in na bojnem polju premagala drugo germansko skupino.
Toda po oceni razmer v Alzaciji se je Julijan očitno odločil, da njegova sila ni zadostna, da bi sama premagala Alemane. Namesto tega se je odpravil nazaj v Köln. Iz Metza je svojo vojsko vodil preko Trevirja (Trier) do rimskega Koblenza in od tam vzdolž Rena do Kölna. Julijanovi možje so brez nasprotovanja vstopili v porušeno mesto in se lotili obnove mestnega obzidja. Julijan je nato sklenil mirovno pogodbo s Franki. To je imelo pomemben učinek, saj je iz enačbe odstranil polovico nasprotnikov in Julijanu omogočilo, da je svoje vire osredotočil na spopadanje z Alemani.
Za zimo 356/7 si je za svojo zimsko oporišče izbral Senones (Sens) blizu Pariza, večino svojih čet pa je namestil v druga mesta, vključno z glavnino v Reimsu pod Marcelovim poveljstvom, da bi razporedil breme. Vendar je velika skupina Alemanov slišala za njegovo zmanjšano spremstvo in ga oblegala v Sensu. Julijanove sile so se lahko zadržale, dokler se po enem mesecu niso Germani umaknili. Vendar ga je sovražnik tako številčno prekašal, da jih ni mogel zasledovati. Med obleganjem mu Marcel ni priskočil na pomoč. Zaradi te opustitve pomoči, ki jo je Amijan označil za strahopetnost, je Konstancij Marcela odpisal kot »magister equituma« in ga nadomestil Severusom, uglednim častnikom, ki je bil bolj združljiv z Julijanom.
Za kampanjo leta 357 je bil v Konstancijevem štabu v Mediolanumu (Milano) pripravljen načrt, da bi Alemane v vzhodni Galiji ujeli v kleščah. Julijan bi napredoval proti vzhodu iz Reimsa, medtem ko bi bil večji del Konstancijevega »comitatenses« v Italiji (25.000 mož) poslan pod vodstvom »magister peditum« (feldmaršala) Barbacia v Augusto Rauracorum (današnji Augst) v Retiji, od koder naj bi napredoval proti severu, da bi se srečal z Julijanom. Alemanske čete so bile v južnem delu province »Germanija I« (Alzacija) stisnjene v kot in uničene.
Vendar so velike alemanske čete, ignorirajoč grožnjo, ki jo je predstavljal rimski manever, napadle in opustošile bogato dolino reke Rhone, celo poskušale so z napadom zavzeti glavno mesto Lugdunum (Lyon). Napad je bil odbit, saj se je mestno obzidje izkazalo za premočno, garnizija, domnevno vojaki »limitanei«, pa preveč hrabra. Kljub temu so Germani opustošili veliko območje in zasegliogromno plena.
Vendar so bili Germani zdaj ujeti v notranjosti Galije, saj so jim rimske vojske zaprle pot nazaj proti Renu. V Julijanovem sektorju je Cezar poslal eskadrilje konjenice v zasedo na treh cestah, ki so uspešno prestregle in uničile vračajoče se barbarske tolpe. Toda v Barbaciovem sektorju je glavnina Germanov lahko nemoteno prečkala pot: Barbaciov načelnik generalštaba Cella je zavrnil nujno prošnjo dveh njegovih konjeniških "tribunov" (poveljnikov polkov) Valentinijana (kasneje cesarja Valentinijana I., ki je vladal 364–75) in Bainobauda, naj razporedita svoje eskadre na cesti, za katero so pričakovali, da jo bo uporabil sovražnik. Bežeča sila je dosegla nekaj otokov v Renu blizu Strasbourga, kamor so roparske tolpe zaradi varnosti premaknile svoje tabore kot odgovor na rimski premik v kleščah. Kljub temu jih je Julijan odločno zasledoval. Čeprav brez čolnov, je njegovim možem uspelo doseči en otok, saj je bila reka zaradi poletne suše na nekaterih mestih prebrodljiva. Celotna plenilska skupina je bila presenečena in pobita, uspeh pa se je ponovil na nekaj drugih otokih. Germani so se zato odzvali na evakuacijo preostalih otokov, svoje dragocenosti, prtljago in plen pa so odpeljali na drugo stran Rena.
Julijan je zdaj svojo pozornost usmeril v obnovo trdnjave v Tres Tabernae (Saverne), ki so jo uničili Alemani. Saverne je ležal ob Mediomatrici (Metz) – Strasbourg rimski acesti, ob ustju glavne vstopne poti skozi gorovje Vogezi v severno Alzacijo, lokacijo z mogočnim razgledom na dolino Rena.
Medtem je, verjetno v bližini Strasbourga, predhodnica Barbacijeve vojske naletela na zasedo močne germanske sile, ko se je približevala taboru Julijanovega namestnika Severja, ki je očitno deloval ločeno od Julijana. Predhodnica je v kaosu pobegnila in namesto da bi se spopadla, je Barbacio preostanek svoje vojske pod tesnim zasledovanjem Germanov povedel v nagli umik iz Alzacije in daleč v Retijo, pri čemer je izgubil večino svojih oskrbovalcev, tovornih živali in prtljage. Nato je Barbacio, čigar sodelovanje z Julijanom je bilo v najboljšem primeru nejevoljno, brez Julijanovega dovoljenja v celoti umaknil svojo vojsko z bojišča. Svoje sile je poslal čez Alpe v zimske bivališča v Italiji, čeprav je bila sredi vojne sezone in so bili Alemani daleč od tefada bi bili poraženi ali izgnani iz Alzacije. To je zmanjšalo rimske sile v Alzaciji za dve tretjini in dejansko sabotiralo strategijo klešč. Ni znano ali je Konstancij spodbudil Barbacijeva dejanja, vendar se zdi malo verjetno, da bi »magister« tvegal prekinitev operacij, če ne bi bil prepričan v cesarjevo odobritev. Amijan, čeprav sam dvomi, očitno pripisuje vsaj del Barbacijevega ravnanja strahopetnosti in zlonamernosti.
Hnodomar ni mogel prezreti Julijanove utrdbe Saverna, saj je ogrožala njegov nadzor nad Alzacijo in blokirala njegovo glavno dostopno pot v notranjost Galije. To regijo je po večletni okupaciji začel dojemati kot alemansko ozemlje po pravici osvajanja. Trdil je tudi, da ima Konstancijeva pisma, ki Alemanom podeljujejo pravico do zasedbe teh ozemelj. Hnodomarja so presenetili in razočarali Julijanovi uspešni pohodi v letih 355–7. Vendar ga je opogumil lasten uspeh proti Barbaciju in obvestilo, ki mu ga je prinesel dezerter, da je Barbacijev umik pustil »cezarja« le s 13.000 možmi. Ko je z bojišča pregnal dva rimska »magistra« (Barbacija in pred njim Magnencijevega namestnika Decentija), je Hnodomar izgubil tradicionalni strah barbarov pred vnaprej pripravljenimi bitkami z Rimljani.
Alemanski kralji so zdaj ukazali množično mobilizacijo vseh plemen članic konfederacije in zbrali svoje čete v Strasbourgu. Poleg tega so prejeli pravočasno podporo alemanskih kantonov blizu Retije, ki jih je leta 355 pomiril Konstancij. Njihove voditelje so v protirimskem državnem udaru strmoglavili njihovi "optimati". Gundomad je bil ubit, Vadomar pa je bil prisiljen prelomiti pogodbo in svoje bojevnike popeljati k Hnodomarju. Nazadnje so poklicali na pomoč nekatera nealamanska plemena (verjetno Burgundi), deloma za opravljene storitve v preteklosti, deloma za plačilo. V Strasbourgu ob Renu (približno 32 km jugovzhodno od Saverna) so po Amijanovih besedah zbrali skupno silo približno 35.000 mož. Ta številka je morda pretirana, vendar izjemno velikost vojske kaže prisotnost vseh alemanskih kraljev in poročilo ujetega izvidnika, da so Germani za prečkanje Rena pri mostu pri Strasbourgu potrebovali tri cele dni. Njihov cilj je bil, da bi Julijana napeljali v boj in ga s številčno premočjo zdrobili. Julijana so izzvali z ultimatom, naj takoj evakuira Alzacijo.
Julian se je zdaj soočal s skrbno uravnoteženo presojo. Varnejša možnost je bila, da ignorira Hnodomarjev izziv in obdrži svoje sile v utrjenih oporiščih ter po potrebi zahteva in čaka na okrepitve do naslednjega leta. Toda delovanje Barbacija in cesarskega comitatusa v nedavni kampanji je vzbudilo dvom o tem ali bi bile takšne okrepitve zagotovljene in o njihovi vrednosti, če bi bile. Takšen potek bi Galijo izpostavil tudi obsežni germanski invaziji ravno takrat, ko bi bila žetev. Lahko pa bi se sam boril proti Hnodomarju. Vojska sama je zahtevala takojšnje ukrepanje, zavrnitev pa bi zmanjšala moralo in spodbudila upor, nevarnost, ki rimskemu generalu ni nikoli nehala sedeti za vratom. Bitka v tem trenutku je ponujala možnost odločilne zmage, saj so bile alemanske sile tokrat skoncentrirane in niso bile razdeljene na številne različne skupine. Ta argument je odločno zagovarjal prefekt Florentius, pretorijanski prefekt Galliarum (generalni guverner Galije), ki je imel ključno nalogo zagotavljanja rekrutov, plač in oskrbe vojske. Rimljani so skoraj vedno zmagovali v bitkah z barbari zaradi njihove boljše opreme, organizacije in usposabljanja. Toda v tem primeru je bila to očitno zelo tvegana možnost zaradi ogromne številčne premoči Germanov.
Julijan se je odločil, da se bo z Alemani spopadel le s silami, ki jih je imel na voljo.

## Rimski bojni vrstni red
Sestavo Julijanove vojske pri Strasbourgu je mogoče le delno rekonstruirati. Amijan v svojem poročilu o sami bitki navaja imena le petih polkov. Toda na drugih točkah Amijanove pripovedi o Julijanovih pohodih v Galiji in tudi v Zosimovi zgodovini so v njegovem »comitatusu« omenjeni tudi drugi regimenti, ki so bili zelo verjetno tudi v Strasbourgu.
»Comitatus« je v tem času verjetno vseboval le tri vrste regimentov (polkov), vse najvišje stopnje, palatini: konjenico »vexillationes« in pehoto »legiones« ter »auxilia«. Glede velikosti poznorimskih vojaških enot je veliko negotovosti. Uradna moč »vexillationes« in »legiones« je bila očitno 800 oziroma 1.200 mož. Vendar je bilo dejansko zabeleženo število vojakov 400 oziroma 800. Tukaj se predpostavlja srednja vrednost med tema številkama in sicer 500 za vexillationes in 1.000 za legiones palatinae. Število polkov auxilia palatina je sporno. Morda so bili tako veliki kot legije ali pa le polovico manjši. Polovica manjši je bolj verjetna, saj se najbolje ujema z razpoložljivimi dokazi. Tudi če bi bil auxilium enake velikosti kot legija, bi bilo razlikovanje med obema vrstama enot malo smiselno.
Viri navajajo naslednje enote za Julijanov comitatus:
| Pehota Legiones (1.000 mož)                          | Pehota Auxilia palatina (500 mož)                           | Konjenica Vexillationes (500 mož) |
| ---------------------------------------------------- | ----------------------------------------------------------- | --- |
| Ioviani Herculiani Primani* Mesiaci (1) Moesiaci (2) | Batavi* Reges* Cornuti* Brachiati* Celtae Heruli Petulantes | Navadna Equites Gentiles Equites scutarii* Težka Equites katafrakti (1)* Equites Equites katafrakti (2)* Lahka Equites Dalmatae Equites sagittarii* |
| Skupaj pehota 5.000                                  | Skupaj pehota 3.500                                         | Skupaj konjenica 3.000 |

Legije Ioviani in Herculiani ter equites Dalmatae viri ne omenjajo kot pod Julijanom, temveč kot del galskega comitatus uzurpatorja Magnencija. Verjetno jih je podedoval Julijan. Če so bile vse te enote prisotne v Strasbourgu, je skupno število pehote manjkalo 1.500 oziroma 3.500, če je Severus poveljeval dodatnim 2.000 možem. Verjetno v naših virih manjkajo imena številnih auxilia polkov (in morda legije). Če je tako, je vsaj ena od teh enot verjetno sagittarii (lokostrelska) enota, saj bi bil comitatus nepopoln brez lokostrelskih zmogljivosti. Na splošno je najverjetnejši scenarij ta, da je Julijanova sila v Strasbourgu sestavljalo 5–6 legionov in 10–14 pomožnih enot pehote ter 6 veksilacijskih enot konjenice.
Kar zadeva konjenico, Amijan v svojem poročilu o bitki omenja le katafrakte. Vendar je skoraj gotovo, da so bili le del njegove sile. V celotni pozni vojski je bilo le 15 % konjeniških polkov težko oklepljenih katafraktov. Ti so bili primerni za udarni napad. V Strasbourgu sta bila ubita dva tribuna (poveljnika polkov) katafraktov. Tako sta se spopadla vsaj dva veksilacijska enota katafraktov (1.000 konjenikov). Drugje v Amijanovih in Zosimovih delih je navedeno, da je imel Julijan pod svojim poveljstvom polk »poganov« in polk »skutarjev«. Obe sta bili običajni (poloklopljeni) enoti, ki sta predstavljali večino (61 %) konjenice vojske in sta bili najbolj primerni za boj od blizu. Omenjajo se tudi lahke (neoklopljene) enote »dalmatski jezdeci« (kopjaši) in »strelci na konju« (konjenki lokostrelci). Lahka konjenica je bila uporabljena za nadlegovanje in zasledovanje. Najverjetnejši scenarij je, da so bile vse te enote prisotne v Strasbourgu, z dvema »veksilacijama«, ki sta bili vključeni v boj težke, navadne in lahke konjenice. Zato je verjetno, da so katafrakti predstavljali približno tretjino Julijanove konjenice v Strasbourgu, kar je nenavadno visok delež. Poleg tega je imel Julijan osebno spremstvo 200 izbranih konjenikov. To je bil verjetno odred ene od Konstancijevih scholae palatinae (elitnih konjeniških eskader, domnevno 500 mož, ki so služile kot cesarska konjeniška straža).
Kar zadeva bojno linijo, nam Amijan poda nekaj informacij. Poroča, da sta desni bok vsake linije, sprednji in rezervni, držala dva polka auxilia, središče rezervne linije pa je držala legija Primani. Možen vrstni red bitke, ki ustreza razpoložljivim dokazom, je prikazan na diagramu bitke.

## Primerjava nasprotnikov

### Rimljani
Po Amijanovih besedah je dezerter obvestil Hnodomarja, da ima Julijan pri Savernih 13.000 mož. Vendar to pušča možnost, da je morda poklical še več mož, da se mu pridružijo v bitki. Možno je, da je bila Severjeva divizija dodatna, saj je navedeno, da so Severjevi možje, medtem ko je bil Julijan pri Savernih, zasedli ločen tabor blizu Barbacijeve vojske. Libanij namiguje, da je imel Julijan pod svojim poveljstvom 15.000 mož. Če je to res, je dodatnih 2.000 mož morda predstavljalo Severjeva divizija. Julijan je morda lahko poklical tudi nekaj enot »limitanei«, da se pridružijo njegovemu »comitatusu« za kampanjo. Zosimus navaja, da je Julijan ob prihodu v Galijo začel veliko rekrutacijsko akcijo. Cilj te akcije bi bil predvsem ponovna vzpostavitev limitanei polkov, ki so se v letih anarhije večinoma razpustili. Julijanova sila je torej lahko štela nekaj več kot 15.000 mož.
Julijanov comitatus, čeprav polovico manjši kot običajno, je bil visoke kakovosti, saj je vseboval nekatere najboljše polke v poznorimski vojski, z izjemnim bojnim slovesom. Vsi so bili palatini (vrhunski polki). Precejšen delež njegovih čet je bil barbarskega, večinoma germanskega rodu. Analiza znanih imen častnikov in mož v pehotnih polkih »auxilia palatina« kaže, da je bilo med 33 % in 50 % vojakov barbarskega rodu (vojaki rimskega rodu so bili večinoma Galo-Rimljani). Med rekruti germanskega rodu je bilo verjetno veliko Alemanov. Malo je dokazov, da bi to vplivalo na njihovo zvestobo. Nasprotno, zgodovina Julijanove galske kampanje kaže, da so bile njegove barbarske čete izjemno zveste in zanesljive. Res je, da je bilo nekaj posameznih primerov germanskih dezerterjev, ki so prebežali k sovražniku, vendar so bili ti večinoma motivirani iz osebnih razlogov, ne pa iz etnične solidarnosti. Edini zabeležen primer slednjega je bil častnik, ki je domnevno opozoril člane svojega plemena, da Julijan načrtuje pohod proti njim. V veliki večini primerov je jasno, da je polkovna zvestoba prevladala nad etnično. To dokazuje izjemna živahnost Julijanovih čet, da so se spopadle s sovražnikom in odločnost, s katero so se bojevale (3 od 4 "tribunov", ubitih v Strasbourgu, so imeli barbarska imena). Kar zadeva usposabljanje, so bile rimske čete poklicni profesionalci, ki so bili nenehno urjeni v formacijskih manevrih in bojnih tehnikah. Njihova najpomembnejša prednost v odločni bitki je bila formacijska vaja: sposobnost, da v rednih intervalih zadržijo svoj položaj v enoti in zamenjajo padle tovariše, tako da enota ohrani svojo obliko in koherenco med premikanjem ali spopadom.
Konjenica Julijanove vojske je bila ocenjena na 3.000 mož (6 vexillationes – eskadronov – po približno 500 mož). To predstavlja približno 20 % celotne sile, kar je v skladu s pozno rimsko vojsko kot celoto. Rimska konjenica je bila očitno boljša od Hnodomarjeve po oklepu in urjenju, pa tudi po specializaciji. Rimska konjenica je bila očitno boljša od Hnodomarjeve po oklepu in urjenju, pa tudi po specializaciji. Rimljani niso uporabljali le lahke, neoklepne konjenice, kot so jo uporabljali Germani, temveč tudi poloklepno (z prsnim oklepom) in težko oklepno konjenico. Lahko konjenico so sestavljali en polk equites Dalmatae, razreda kopjašev, ki je bil očitno uveden šele v 3. stoletju in polk konjeniških lokostrelcev (equites sagittarii). To so bili hitri, okretni konjeniki, specializirani za nadlegovalne napade, zasledovanje in zasede. Težko oklepljeni konji so se imenovali katafrakti ali clibanarii (ta izraza sta bila verjetno zamenljiva in nista nakazovala bistvene razlike v opremi). Ti so bili od vratu do pet pokriti z luskastim oklepom in/ali lamelarnim členkastim oklepom in oboroženi s contusom, dolgim težkim kopjem in mečem. Ker Aminij navaja vsaj dva polka katafraktov, sta verjetno sestavljala približno tretjino rimske konjenice (1.000).
Na rimski strani Ammianus potrjuje en vexillatio equites sagittarii (konjeniških lokostrelcev) v Strasbourgu. Prav tako je verjetno, da je sodeloval vsaj en polk pešcev lokostrelcev, verjetno auxilium sagittarii (lokostrelcev). Tako je bilo na rimski strani verjetno okoli 1.000 lokostrelcev v namenskih enotah. Poleg tega je bilo v številnih navadnih pehotnih enotah verjetno tudi nekaj lokostrelcev.

### Alemani
Amijan ocenjuje, da je alamanska vojska štela okoli 35.000 mož. To se ujema z dvema drugima številkama, ki ju navaja za alemanske vojske drugje v svoji zgodovini: leta 378 vojska 40.000 mož in leta 366 vojska, razdeljena na tri dele, z eno divizijo 10.000 mož. Kljub temu več zgodovinarjev meni, da je Amijanova številka nerealno visoka. Nedavno je bilo predlagano, da so Alemani v Strasbourgu v resnici šteli le okoli 15.000 mož, kar je približno toliko kot Rimljani. Ta izračun temelji na predpostavki, da je povprečna zabeležena velikost alamanskih roparskih tolp (800 mož) predstavljala največjo možno število pagusa. Zaradi različnih razlogov se zdi srednja številka med tema dvema skrajnostma (približno 25.000 mož) najverjetnejši scenarij.
Drug možen pokazatelj Hnodomarjevega števila je velikost sil, ki jih je rimska vlada ocenila kot potrebne za spopadanje z alemansko grožnjo v Galiji: 40.000 (Julijanovih 15.000 plus Barbacijevih 25.000). Ob predpostavki, da bi si rimski vojaški načrtovalci prizadevali za 2 : 1 premoč, da bi zagotovili uspeh, bi to pomenilo, da je bila alemanska moč v Alzaciji približno 20.000. Na podlagi teh kazalnikov bi se zdela verjetna srednja vrednost med nedavno oceno in Amijanovo številko 25.000.
Omeniti je treba tudi trditev nemškega zgodovinarja iz 19. stoletja Hansa Delbrücka, da so bili Alemani v Strasbourgu močno v manjšini, saj so imeli le 6.000–10.000 mož. Vendar to stališče ne najde podpore v razpoložljivih dokazih:
1. Na bojišču je bilo preštetih 6.000 Alemanov, kar je verjetno točna številka, glede na rimski običaj štetja sovražnikov mrtvih po bitki.Predloga:Potreben citat Poleg tega se je precejšnje število utopilo, ko so poskušali pobegniti čez Ren (približno 2.000, če je Libaniusova številka 8.000 mrtvih Alemanov točna). Če je torej Delbrückova ocena pravilna, so bili praktično vsi Alemani ubiti, kar se zdi malo verjetno: vsem alemanskim kraljem (in posledično njihovim spremstvom) razen Hnodomarju je uspelo pobegniti.
2. Amijan iz svoje pripovedi jasno pove, da je Hnodomar zbral nenavadno močno vojsko. Zato je bilo v Strasbourgu prisotnih vseh osem takratnih alamanskih kraljev in nealamanskih zaveznikov.
3. Hnodomar verjetno ne bi tvegal odločilne bitke proti Rimljanom z manjvredno silo. Pravzaprav bi proti poveljniku, za katerega je vedel, da je sposoben, najverjetneje potreboval precejšnjo številčno prednost. V tem primeru so bili Rimljani številčno v manjšini za približno 1,5 proti 1, namesto za 3 proti 1, kot namiguje Amijan.

Hnodomarjeva vojska je bila precej manj kakovostna kot Julijanova. Njegovi najboljši bojevniki so bili profesionalni spremljevalci »regales« (kraljevega razreda, ki so ga Germani imenovali »darovalci prstanov«), organizirani v bojne čete. Bili so dobro opremljeni z oklepom in meči, kot se spodobi za status njihovih gospodarjev. Večina njegovih mož pa je bila začasnih vojakov, lahko opremljenih in pogosto neizkušenih, tako kot večina takratnih germanskih sil, ki so se zanašale na lahko opremo in hitrost. Na strani Alemanov je malo dokazov o formacijskih manevrih. Profesionalni vojaki »regales« so morda imeli nekaj sposobnosti za to, še posebej ker so bile germanske vojske že zelo dobro seznanjene z rimskim načinom vojskovanja. Amijan v svojem poročilu omenja »globus« (množico) najboljših bojevnikov, ki so se zbrali sredi bitke in prebili rimsko linijo. Poleg tega jih je verjetno več v preteklosti služilo v rimski vojski. Toda večino Hnodomarjevih mož so sestavljali začasni vojaki, katerih oprema in izkušnje so bile omejene. Po Amijanovih besedah so se morali zanašati na koncentriran frontalni napad, da bi se poskušali prebiti s številčno močjo in v zadnji fazi bitke, dolgotrajnem boju na blizu, se z Rimljani niso mogli kosati.
Velikost Hnodomarjeve konjenice ni znana, vendar je verjetno predstavljala majhen delež celotne konjenice, saj gozdnata zemlja Alemanov ni bila primerna za obsežne konjeniške operacije. Večina alemanskih konjenikov je bila plemičev in njihovih vazalov, saj so si le oni lahko privoščili bojnega konja. Hnodomarjeva konjenica verjetno ni presegla skupno 1.750 konj, če predpostavimo, da je bil konjeniški element podoben 7-odstotnemu konjeniškemu elementu v zgodnji rimski državljanski legiji, saj je bila tudi slednja rekrutirana izključno iz najbogatejših slojev.
Amijan molči o lokostrelcih na alamanski strani. Germani skoraj zagotovo niso imeli konjeniških lokostrelcev, saj se je ta vrsta razvila na vzhodu, njihovi dolgi loki pa so v vsakem primeru neprimerni za uporabo na konju. Kar zadeva pehoto, je bila lokostrelska sposobnost renskih Germanov tradicionalno zanemarljiva zaradi komentarja pisca iz 6. stoletja Agathiasa, da Franki niso znali uporabljati lokov. Vendar to nasprotuje arheološkim najdbam in samemga Amijana v drugih delih svojega dela. Tisini dolgi loki so se v severni Evropi uporabljali že stoletja; domneva se, da so se v 4. stoletju razširili v Germania libera.

### Oprema
Rimska vojaška oprema se je množično proizvajala v državnih fabricae ("tovarnah"), ki so združevale napredno tehnologijo kovanja in spretne obrtnike. Rimsko orožje je bilo večinoma izdelano iz jekla, kot je noriško jeklo - chalybs Noricus, ki je bilo boljše od nekaljenega železa. V Germania libera so bile tehnologija kovanja, zmogljivosti in osebje bolj omejene, čeprav obstajajo dokazi, da sta se proizvodnja in standardizacija opreme od časa rimskega principata močno izboljšali. Izdelava jekla je bila znana tudi v Germania libera (uporabljali so spathein meče podobne rapirjem, iz prožnega jekla). Toda alemanska proizvodnja sofisticiranih kovaških izdelkov, kot so kovinski oklepi, čelade in meči, je bila v veliko manjšem obsegu kot rimska. Preprosto orožje, kot so sekire in noži, je bilo pogosto izdelano iz nekaljenega železa. Na splošno je bila oprema rimskih vojakov v 4. stoletju boljša od sovražnikove, čeprav verjetno ne v enaki meri kot v prejšnjih stoletjih.
Za osebno zaščito je večina rimskih vojakov poleg ščitov nosila tudi kovinski telesni oklep (običajno v obliki verižne srajce) in čelade. Nasprotno pa so bili med Alamani kovinski oklep in čelade verjetno v lasti le članov družbene elite. Večina alemanskih pešcev je imela le ščite in nobenega kovinskega oklepa ali čelad.
Od ročnega orožja je večina rimskih pešcev nosila sulico za suvanje (hasta) in meč (spatha). Med Alemani so bila sulice univerzalno orožje; meči so bili verjetno manj pogosti. Plemiči (optimati) in profesionalni bojevniki-vazalski spremljevalci darilcev prstanov so jih zagotovo imeli. Za nižje range položaj ni gotov. Amijan iz poročila o bitki nakazuje, da so mnogi v alemanskih vrstah nosili meče. Tisti, ki jih niso imeli, so bili oboroženi s seax (dolgimi noži, nekateri so dosegli dolžino kratkih mečev), pa tudi s sulico in/ali bojno sekiro.
Za orožje kratkega dosega za metanje je imel rimski pehotnik verjetno bodisi dolgo sulico za metanje bodisi dve ali tri kratke sulice (lanceae) in pol ducata plumbatae'' (utežene puščice) z efektivnim dosegom približno 30 m. Amijan govori o različnih izstrelkih, ki so jih Alemani metali v bitki: spicula (vrsta dolge sulice tipa pilum, znane tudi kot angon), verruta missilia (kratke sulice za metanje) in ferratae arundines (verjetno puščice in franciscas: metalne sekire). Na splošno se zdi, da je razlika v sposobnosti metanja izstrelkov med tekmeci majhna. Amijan navaja, da so morali rimski pehotni polki večino časa držati ščite nad glavo zaradi količine izstrelkov, ki so padali nanje.
Standardni rimski lok je bil ukrivljeni kompozitni lok, relativno kompaktno, a močno orožje. Peši lokostrelci so običajno tvorili zadnjo vrsto rimske bojne linije in streljali čez glave svoje pehote, medtem ko so bili z njo zaščiteni pred sovražnikom.

## Bitka

### Napredovanje na bojišče
Sezona bojnih pohodov je bila že precej napredovala, saj je Julijan precej časa posvetil obnovi Saverna. Vendar je bilo še vedno poletje, saj je bilo vreme vroče in pšenica je dozorela na poljih. Zato je bil verjetno avgust.
Rekonstrukcija urnika za dan bitke je zaradi dvoumnih izjav pri Amijanu (ki so morda nastale zaradi napak pri prepisovanju rokopisa) okvirna. Zdi se, da se je Julijanova vojska odpravila ob zori in očitno prispela v vidno polje barbarskih jarkov (vallum) pred Strasbourgom okoli poldneva, po 21 rimskih miljah dolgem pohodu. (Protislovna izjava v Julijanovem govoru nakazuje, da je bila vojska še vedno daleč od cilja in da se je soočala z nočnim pohodom, da bi ga dosegla. Vendar to ni združljivo z vsemi drugimi razpoložljivimi podatki in bi ga zato verjetno morali zanemariti). Izhodišče je bil verjetno Saverne, saj je to zadnja navedena lokacija Julijanove vojske in je ležala na rimski cesti dosledno oddaljena od Strasbourga.
Na koncu pohoda je Julijan imel govor zbrani vojski. Njegovo besedilo bi lahko razumeli kot namig, da je Julijan že imel zgrajen utrjen pohodni tabor (v skladu s standardno rimsko vojaško prakso) ali pa da je to preprosto predlagal. Kakor koli že, zdi se, da je Julijan zaskrbljen, da bi bili njegovi možje po 6-urnem pohodu na vročem soncu morda preveč utrujeni za boj, pozval, naj se spopad preloži na naslednji dan. Toda njegovi častniki in možje tega niso hoteli sprejeti in so zahtevali, da jih takoj popeljejo proti sovražniku. Julijan, ki se je ponašal s tem, da deluje s soglasjem, je popustil. Ker pa Amijan navaja, da sta se bitka in poznejše zasledovanje končala po sončnem zahodu, se zdi malo verjetno, da bi se vojska dejansko spopadla opoldne takoj po pohodu brez nekaj ur počitka in osvežitve (in če je bil zgrajen tabor, nekaj ur, porabljenih za to nalogo). Zato se zdi bolj verjetno, da se je bitka začela pozno popoldne.
Hnodomar, ki so ga opazovalci opozorili, da je rimska vojska blizu, je svojo vojsko premaknil naprej iz njene baze pred porušenim obzidjem Strasbourga na izbrano bojišče v bližini. Bojišče je bil položno nagnjen hrib nekaj milj od Rena, deloma polja z zrelo pšenico. Libanij trdi, da je bil na eni strani "dvignjen vodotok" (verjetno akvadukt ali kanal), zgrajen čez močvirje. Vendar se to zdi nezdružljivo z Amijanovom izjavo, da se je bitka odvijala na višjem terenu (saj voda komajda teče navzgor) in je morda popačena podrobnost iz še ene Julijanove bitke. Ena vodilnih teorij pravi, da se je bitka zgodila v bližini vasi Oberhausbergen, 3 km severozahodno od Strasbourga. Zahodni rob bojišča je bil določen z rimsko cesto Metz-Strasbourg, na njeni drugi strani pa je bilo razbito, gozdnato zemljišče, neprehodno za konjenico.

### Bojne vrste
Germanska vojska je čakala na Rimljane, verjetno razporejene na vrhu hriba, da bi Hnodomarjevim možem dala prednost na pobočju. Germansko levo krilo sta držala Hnodomar in njegova konjenica. Hnodomar je s svojim načrtom pokazal, da se dobro zaveda grožnje, ki jo predstavlja rimska težka konjenica. Med svojo konjenico je razporedil lahko oboroženo pehoto. To je bilo enostavno skriti v stoječem žitu. Namen je bil, da bi pešci v metežu premagali katafrakte tako, da bi se plazili po tleh in zabadali konje v nezaščiten trebuh. Konjenike, ki so se razjahali, obtežene z oklepom, so nato zlahka vrženi na tla. Germansko desno krilo je blokiralo cesto do Strasbourga, medtem ko se je v gozdovih onkraj ceste po ukazu Hnodomarja v zasedi skrivala precejšnja sila bojevnikov. Desno krilo je bilo pod poveljstvom njegovega nečaka Serapija (germansko tudi Agenarik, ki mu je grško ime dal njegov helenofilski oče alemanski kralj Mederic). Čeprav je bil Serapij še najstnik, se je že izkazal za vojaškega voditelja, vreden svojega strica. Preostanek linije je bil verjetno razdeljen na enote pagi pod petimi večjimi kralji in desetimi manjšimi kralji.
Julijan je svojo pehoto razporedil v dve vrsti, široko razmaknjeni, vsaka več vrst globoko. To je bila standardna rimska postavitev: zadnje čete so bile rezerve, ki so lahko posredovale, če bi sovražnik grozil s prebojem na kateri koli točki in izkoristile priložnosti, ko so se te pojavile. Med bitko so pešaki lokostrelci (sagittarii) tvorili zadnjo vrsto prve vrste, da bi streljali čez glave lastne pehote. Toda na začetku so bili lokostrelci včasih nameščeni pred glavno linijo, da bi lahko s svojimi izstrelki motili sovražnikove vrste. To je bilo še posebej verjetno, če so bile rimske lokostrelske sile veliko močnejše od Hnodomarjevih, kar jim je dalo konkurenčno prednost v izmenjavi izstrelkov na dolge razdalje. Vendar Amijan ne navaja ali se je to zgodilo tudi v tem primeru. Na desnem krilu je bila postavljena celotna konjenica. Najverjetneje je bila lahka konjenica nameščena spredaj, da bi nadlegovala sovražnika, preden bi težka konjenica sprožila svoj udarni napad. Julijan, ki je bil umaknjen z levega boka frontne črte, je pod Severjem postavil ločen oddelek, da bi se soočil z gozdom onkraj ceste, očitno z ukazom, naj napreduje vanje, verjetno za presenetljiv napad na germansko desno krilo. Julijan sam se je s svojim spremstvom 200 "scholarjev" verjetno postavil v vrzel med rimskimi linijami, kar mu je omogočilo bližnji, a relativno zaščiten pogled na dogajanje.
Julijanovo največje upanje za hitro zmago je bilo v preboju konjenice. Germanska konjenica ni bila le verjetno manjša od njegove, ampak jo bila zaradi pomanjkanja oklepa ranljiva pred njegovimi oklepnimi polki, zlasti katafrakti. Če bi jim uspelo premagati sovražno konjenico, bi se lahko njegova eskadrona obrnila in napadla germanske linije na boku ali zadaj, bitka pa bi bila praktično dobljena. Julijanova konjenica bi si tako prizadevala izvesti šokanten napad, pri čemer bi se pognala naprej v klinasti formaciji s katafrakti, ki bi tvorili osnovo kopja, konvencionalno oklepno konjenico na obeh straneh in lahkimi polki na skrajni desni, pripravljenimi blokirati bočne napadalce in zasledovati bežečo sovražno konjenico. Začetni trk bi razbil sovražnikovo formacijo, nato pa bi lahko Germane v nastalem spopadu premagali. Če se konjenica ne bi uspela prebiti, bi se moral Julijan zanesti na boj izčrpavanja pešcev, v katerem bi skoraj neizogibno prevladali boljši rimski oklep, usposabljanje in formacijska disciplina.

### Spopad
Takoj ko sta se obe vojski razvrstili, se je iz germanskih vrst dvignil krik, ki je glasno zahteval, da se Hnodomar in njegovo spremstvo poveljnikov spustijo s konj in vodijo glavnino germanskih pešcev s fronte. Hnodomar in poglavarji so takoj ubogali. S tem je Hnodomar izgubil kakršen koli strateški nadzor nad bitko, saj ujet v središču dogajanja ni mogel vedeti, kaj se dogaja v drugih sektorjih. Julijan pa je ves čas (s svojim spremstvom) ohranjal ločen položaj in se je tako lahko odzival na dogodke po vsem bojišču, kot je bil začetni poraz njegove konjenice. Ni jasno, kje točno je bil Julijan nameščen, vendar je bilo verjetno v vrzeli med dvema rimskima linijama.
Glavnemu rimskemu napadu so verjetno predhodili nadležni napadi lahke konjenice. Konjeniki lokostrelci so izvedli tisto, kar so Rimljani poznali kot "partski napad": prijahali so na doseg sovražnika, izstrelili rafal puščic in se nato naglo umaknili, pri čemer so izkoristili razdaljo puščic, da bi se izognili zasledovanju. To se je lahko ponovilo večkrat, kar je povzročilo znatne žrtve in v idealnem primeru sovražnika zvabilo v prezgodnji in neorganiziran napad. Vendar pa bi bila v tem primeru germanska konjenica preprečena pri napadu, saj njihova razpršena pehotna podpora ne bi mogla slediti – najverjetneje so rimsko konjenico čakali na mestu ali pa so se počasi premikali naprej.
Rimska težka konjenica je zdaj napadla germanske konjenike. V nastalem metežu se je Hnodomarjeva strategija obrestovala. Razpršeni pešci so povzročili kaos, podrli konje katafraktov in nato na tleh ubili njihove jezdece. Zaradi teh taktik in poškodbe enega od njihovih "tribunov" so katafrakti zapadli v paniko in zbežali z bojišča. V svojem nepremišljenem begu so trčili v rimsko pehoto na desni, ki pa je zaradi spretnosti tam postavljenih okrepljenih "auxilia palatina" polkov "Cornuti" in "Brachiati" uspela ohraniti formacijo. Katafrakti so se zatekli za pehotne vrste, kjer jih je zbral osebni poseg samega Julijana. Zosim trdi, da je en polk katafraktov zavrnil vrniti v boj in da jih je Julijan po bitki za kazen prisilil, da so nosili ženska oblačila. Amijan ne opisuje delovanja preostale konjenice, vendar bi se morali umakniti s katafrakti, čeprav ni jasno ali so jim sledili za pehotne linije ali pa so se, bolj verjetno, ustavili, da bi pokrili rimsko desno krilo. Jasno pa je, da germanska konjenica ni mogla izkoristiti njihovega uspeha, da bi obšla rimsko desno krilo. Kljub temu je Hnodomar prevaral Julijanovo najboljšo možnost dobiti bitko.
Ohrabreni z uspehom svoje konjenice so pešci v germanski frontni liniji glasno zavpili in stekli proti rimski liniji, ki je bila oblikovana kot pregrada prepletenih ščitov. V središču so germanski pešci večkrat napadli rimski ščitni zid v upanju, da ga bodo prebili s številčno premočjo in surovo močjo. Toda strnjene vrste rimske fronte, ščiti, zbrani skupaj »kot v 'testudu'«, so jih dolgo zadrževali in povzročili hude izgube Germanom, ki so se nepremišljeno metali na njihova ostra kopja. Nato je skupina germanskih poglavarjev in njihovih najboljših bojevnikov oblikovala gosto maso ('globus') in, ko so jih germanske sprednje vrste spustile skozi, napadla Rimljane. To je bila verjetno formacija, ki so jo uporabljali tudi Rimljani, znana kot »svinja« ('caput porcinum'), leteči klin, ki so ga na zunanji strani varovali oklepni bojevniki. Z obupanimi napori jim je uspelo prebiti luknjo skozi središče rimske frontne črte. To je bilo za Rimljane potencialno katastrofalno. Toda kljub temu, da je bila prerezana na dva dela, se rimska frontna linija očitno ni sesula: izkušenim frontnim polkom je uspelo ohraniti svoja ločena krila v formaciji.
Medtem je Severus na rimskem levem krilu moral posumiti na pripravljeno zasedo in se je po Amijanovih besedah zadržal pred prodorom v gozd. Libanij temu nasprotuje in trdi, da so Rimljani napadli sovražnika in ga pregnali iz skrivališč. Toda Amijanova različica je bolj verjetna, saj Rimljanom ne bi koristilo, če bi prodrli naravnost v pripravljeno past. Amijan ne poroča o nadaljnjih akcijah na tem področju. Vendar je verjetno, da so skriti Germani sčasoma izgubili potrpljenje, napredovali iz gozda in napadli Severusovo divizijo, a so jih Severusovre vrhunske čete premagale.
Medtem je veliko število Germanov vdrlo skozi odprtino v rimski fronti in napadlo središče rimske zadnje linije. Ta položaj je držala elitna legija Primani z batavskimi kohortami, ki je ustavila germanski napad in nato izvedla protinapad ter premagala prebojno silo. Odprtino v fronti so domnevno zapolnili bodisi ločeni krili fronte, ki sta se ponovno povezali, bodisi Primani, ki so napredovali iz zadnje linije (Amijan ne navaja, katere). Sprednja linija, ki jo je na levem boku razširilo levo krilo zadnje linije (in domnevno Severusova zmagovita divizija), je začela potiskati Germane nazaj in jih postopoma obkolila s bokov. Na tej točki so bili Germani zaradi pomanjkanja napredka in velikih izgub že izčrpani in demoralizirani. Masa njihove vojske je bila zdaj ujeta v vedno tesnejšem rimskem polmesecu, vojaki na robovih pa so bili metodično zmanjšani, tisti na sredini pa so bili tesno skupaj in se niso mogli premakniti. Končno se je po neusmiljenem pritisku Rimljanov germanska linija zrušila: ko se je v njihovih vrstah razširila panika, so Germane prekinili formacijo in bežali, da bi si rešili življenje. Mnogi niso tekli dovolj hitro: rimska konjenica in pehota jih je zasledovala vse do Rena, mnogi so bili med tekom posekani. Veliko število jih je poskušalo preplavati reko, a mnogi so se utopili, zadeli so jih rimski izstrelki ali pa jih je obtežil oklep.
Aminij poroča, da je na bojišču in med zasledovanjem na kopnem umrlo 6.000 Germanov. (Libanij navaja številko 8.000). Na tisoče drugih se je utopilo, ko so poskušali prečkati reko. Zato je verjetno, da je približno tretjina germanske vojske izgubila življenje. Vendar se zdi, da je večina pobegnila, vključno z osmimi "regesi" ob Hnodomarju. Rimljani so izgubili le 243 mož, vključno s štirimi "tribuni" (poveljniki polkov), od katerih sta bila dva poveljnika "katafraktov".
Hnodomar sam in njegovo spremstvo sta poskušala pobegniti na konjih, v upanju, da bosta dosegla nekaj čolnov, pripravljenih prav za takšno nujno situacijo, blizu porušene rimske utrdbe Concordia (Lauterbourg), približno 40 km nižje od Strasbourga. Vendar jih je v gozdu na bregu Rena obkolila rimska konjeniška eskadra in so se predali. Hnodomarja so pripeljali pred Julijana, katerega je prosil za usmiljenje in so ga poslali na dvor Konstancija v Milanu. Kmalu zatem je umrl zaradi bolezni v taborišču za barbarske ujetnike v Rimu.

## Posledice
Po bitki so Julijana njegove čete razglasile za »avgusta« (socesarja), vendar je ta naziv odločno zavrnil, saj mu ga je lahko zakonito podelil le vladajoči »avgust« Konstancij. Glede na morilski odnos slednjega do potencialnih tekmecev je Julianova previdnost razumljiva, čeprav mu pri Konstanciju ni prinesla nobenih zaslug.
Takoj po bitki je sledila energična kampanja "etničnega čiščenja", saj so bile vse alemanske družine, ki so se naselile v Alzaciji na osvojeni zemlji, zbrane in izgnane z cesarskega ozemlja.
Bitka je bila prelomnica v Julijanovem prizadevanju za obnovitev renske meje. Do takrat je bil Julijan prisiljen voditi kampanjo večinoma znotraj Galije, kjer so barbarske tolpe imele pobudo, se igrale mačke in miši z njegovimi silami in povzročale ogromno gospodarsko škodo vitalni regiji cesarstva. Zdaj je Julijan lahko vojno prenesel na ozemlje sovražnika, vsako leto je vdrl v dežele onkraj Rena, jih uničeval in teroriziral plemena, da so sprejela status tributarjev. Hkrati je lahko dosegel resen napredek pri popravljanju porušene rimske linije utrdb. Po Edward Luttwakovem mnenju se je lahko vrnil k tradicionalni strategiji "obrambe na meji", potem ko so ga okoliščine tri leta prisilile k obrambi v globini svojega ozemlja.
Še istega leta 357 je Julijan po bitki vdrl na alemansko ozemlje onkraj Rena. Potem, ko je opustošil dežele daleč naokoli, se je lotil obnove utrdbe v "Agri decumates" (Črni gozd), ki jo je prvotno zgradil Trajan v začetku 2. stoletja. Nato je zaskrbljenim barbarom odobril 10-mesečno premirje.
Leta 358 je Julijan najprej usmeril svojo pozornost na frankovska plemena, prečkal spodnji Ren in prisilil plemeni Salijcev in Hamavi (obe del frankovske plemenske zveze), da sta se predali in postali "tributarii" (plačniki davkov). Nato je obnovil tri pomembne utrdbe na spodnjem toku reke Meuse. Nazadnje je svojo pozornost ponovno usmeril na Alemane, prečkal Ren pri Mainzu in prisilil k podreditvi nova vrhovna kralja Hortarija in Surmarija.
Leta 359 je Julijan obnovil sedem utrdb in mestna obzidja na srednjem Renu, vključno z Bonno (Bonn) in Bingijem (Bingen am Rhein), s čimer je svoje nove tributarije Alemane zavezal, da zagotovijo potrebne zaloge in delovno silo. Nato je prečkal Ren, korakal skozi ozemlje pritokov in opustošil dežele drugih kraljev, ki so se borili pri Strasbourgu, vključno z Vestralpom. Vsi so bili prisiljeni podrediti se in vrniti na tisoče rimskih civilistov, ki so jih ugrabili in zasužnjili v letih lahkega plenjenja.
Do leta 360 je bila Galija dovolj varna, da je Julijanu omogočila, da je v Britanijo poslal okrepitve približno 3.000 mož pod poveljstvom magister armorum Lupicina, ki je utrpela hudo kopensko in morsko invazijo Piktov iz Kaledonije (Škotska) in Škotov iz Hibernije (Irska). Hkrati pa je Julijan prejel zahtevo Konstancija, ki ni vedel za britansko odpravo, naj na vzhod pošlje 4 polke auxilia palatina in izbrane eskadrone konjenice (približno 2.500 mož) pod poveljstvom Lupicina kot okrepitve za vojno proti Perzijcem. To je sprožilo upor Julijanovih vojakov, ki so ga ponovno razglasili za »avgusta«. Ponovno je zavrnil, toda tokrat so vojaki vztrajali in jasno dali vedeti, da se bodo uprli, če bo zavrnil in se odpravili proti Konstanciju z njim ali brez njega. Julijan, zaskrbljen, a tudi na skrivaj zadovoljen, je sprejel naziv in Konstanciju napisal opravičilno pismo, v katerem je pojasnil, zakaj se mu je zdelo potrebno, da se ukloni željam svojih vojakov in ga prosil za potrditev. Konstancij je to zavrnil in odgovoril z zahtevo, da se Julijan vrne v status »cezarja«. Julijan je ukaz prezrl, a da bi dokazal svojo dobro vero in hkrati zaposlil svoje uporniške čete, je prečkal Ren in napadel pleme Atuari frankovske konfederacije.
Leta 361 pa se je Julijan odločil soočiti se s Konstancijem in cesarja sta se odpravila drug proti drugemu, da bi rešila zadevo. Toda cesarstvo je zaradi nenadne smrti starejšega cesarja v Mali Aziji prihranilo še eno državljansko vojno.
Kot edini cesar (361–3) je Julijan, tako kot mnogi rimski voditelji pred njim (npr. Kras, Trajan, Septimij Sever) podlegel "sindromu Aleksandra Velikega": želji, da bi posnemal makedonskega generala in osvojil perzijski imperij. Na čelu ogromne 65.000 glave vojske je napadel Mezopotamijo. Toda kampanja je bila katastrofa: Julijan je izgubil življenje in njegova vojska se je bila prisiljena umakniti z velikimi izgubami. Čeprav je večina teh vojakov prihajala iz vzhodnega "comitatenses" in iz cesarjeve lastne spremljevalne vojske, sta bila "comitatenses" Ilirika in Galije nedvomno oropana vojakov, da bi zapolnil vrzeli. Posledica tega je bila, da so leta 366 Galijo ponovno preplavile horde Alemanov in Julijanovo mukotrpno delo obnove je bilo razveljavljeno. To je Julijanovega naslednika, Valentinijana I., prisililo, da je leta porabil za praktično ponovitev Julijanovega galskega pohoda.